# 1192년

## 연호
- 남송(南宋) 소희(紹熙) 3년
- 금(金) 명창(明昌) 3년
- 일본(日本) 겐큐(建久) 3년
- 서하(西夏) 건우(乾祐) 23년
- 리 왕조(李朝) 티엔뜨자투이(天資嘉瑞) 7년

## 기년
- 남송(南宋) 광종(光宗) 3년
- 금(金) 장종(章宗) 3년
- 고려(高麗) 명종(明宗) 22년
- 서하(西夏) 인종(仁宗) 53년
- 리 왕조(李朝) 고종(高宗) 17년

## 사건
- 미나모토노 요리토모가 세이이타이쇼군으로 취임한다.

## 탄생
- 고려(高麗)의 23대 국왕(國王) 고종(高宗)

## 사망
- 4월 28일 - 제3차 십자군 지도자 몬페라토의 코라도